# Dominique Belpomme
Pour le scientifique de fiction, voir Pif le chien#Personnages de l'univers Pif.
Dominique Belpomme, né le 14 mars 1943 à Rouen, est un médecin de cancérologie, professeur de cancérologie au Centre Hospitalier Universitaire Necker-Enfants malades. Il est notamment connu pour ses prises de positions controversées sur l'électrosensibilité et son étude.

## Biographie
À sa naissance, il est domicilié au no 73 rue Chasselièvre à Rouen.

## Carrière
Interne des hôpitaux de Paris à partir de 1967, il est ensuite chef de clinique à l'institut Gustave-Roussy puis à l'hôpital Saint-Louis de 1976 à 1982.
En 1978, il reçoit, avec Dimitre Dantchev, le prix Léon Dobry-Baratz de l'Académie de Médecine pour leurs travaux sur la sémiologie morphologique des leucocytes mononucléés normaux et pathologiques à l'aide de la microscopie électronique à balayage.
Il est nommé professeur le 27 février 1998.

## Prises de positions controversées

### Chlordécone et autres pesticides
Signataire de l'Appel de Paris sur les dangers sanitaires de la pollution chimique en 2004. Il avance alors qu'on peut « considérer que 80 à 90 % des cancers sont causés par la dégradation de notre environnement ». Cette affirmation est démentie par plusieurs études qui aboutissent à des chiffres nettement inférieurs (7 % à 20 % pour l'une, moins de 1% pour l'autre). Il est également critiqué par ses pairs, tel David Khayat, pour ses méthodes de calcul. 
Dans le contexte du Plan National Santé Environnement (PNSE), le député Philippe Edmond-Mariette et plusieurs autres députés de la Martinique et de la Guadeloupe, constatant les dangers sanitaires liés à l’utilisation aux Antilles non seulement du chlordécone, mais aussi du paraquat, préoccupés par la très forte augmentation des cancers de la prostate, et du sein, contactent, en juillet 2004, Dominique Belpomme à l’ARTAC - Association Recherche Thérapeutique Anti-Cancéreuse, "pour lui demander son avis sur la situation sanitaire et environnementale liée à la pollution par les pesticides aux Antilles" et lui proposent une mission d’étude en Martinique. 

En septembre 2007, dans un rapport  suivant une enquête réalisée  du 30 avril au 5 mai 2007 "auprès de la population, du Conseil de l’Ordre des médecins, de l’Union des médecins libéraux de la Martinique, des élus, de plusieurs agriculteurs et chefs d’industries et de certains responsables administratifs de l’île", Belpomme dénonce l'utilisation du chlordécone aux Antilles, ce qui lui vaut d'être auditionné par une commission parlementaire d'enquête. 
En 2009, il refuse d'être entendu par l'Office parlementaire d’évaluation des choix scientifiques et technologiques du Sénat. Les conclusions de la commission exposent à nouveau des erreurs et raccourcis dans les calculs de Belpomme. 
Il expose son point de vue sur les conséquences sur la santé de la dégradation de l'environnement dans une interview publiée le 6 avril 2016, affirmant à nouveau que « 70 à 90 % des cancers seraient liés à l'environnement ». L'AFIS réfute ces affirmations en expliquant que les déclarations de Dominique Belpomme à Télérama seraient de « 70 % à 90 % à côté de la plaque ».

### Ondes électromagnétiques
En 2013, l'Anses (Autorité nationale de sécurité sanitaire) remet un rapport au sujet des ondes magnétiques, où elle estime que si l'exposition aux ondes électromagnétiques par les téléphones portables par exemple, "peut provoquer des modifications biologiques sur le corps", les données scientifiques disponibles ne montrent néanmoins "pas d'effet avéré sur la santé".
Dominique Belpomme réagit à ce rapport en affirmant au contraire que « les champs magnétiques sont néfastes pour la santé [et] aggravent les risques d'Alzheimer et de cancer du cerveau ». Il se base alors sur l'étude Interphone de 2010 qui est elle-même critiquée pour sa méthodologie et ses résultats non concluants.
En 2018, Belpomme est poursuivi par l'Ordre des Médecins pour « manquement à la déontologie » en délivrant des certificats d'électrosensibilité non individualisés et en déterminant le diagnostic à partir de méthodes non validées scientifiquement (l'encéphaloSCAN ou la tomosphygmographie cérébrale ultrasonore (TSCU)),. En première instance, en juillet 2018, Dominique Belpomme écope d'un avertissement. Le 2 février 2023, la chambre disciplinaire nationale de l'Ordre des Médecins aggrave la sanction prononcée en première instance en prononçant une interdiction d'exercer pendant un an.

### Documentaires
Dominique Belpomme participe à deux films documentaires traitant des problèmes liés aux pesticides : Nos enfants nous accuseront (2008) de Jean-Paul Jaud, et Sous les pavés, la terre (2009) de Thierry Kruger et Pablo Girault.
Il apparait aussi dans Les sacrifiés des ondes (2012) un film documentaire de Jean-Yves Bilien.

## Publications
- Comment naissent les maladies :... Et que faire pour rester en bonne santé, Editions  Les Liens Qui Libèrent (6 avril 2016)  (ISBN 979-1020902610)
- Avant qu'il ne soit trop tard, Fayard, 2007, 302 p.  (ISBN 978-2213625980)
- Guérir du cancer ou s'en protéger, Fayard, 2005, 444 p.  (ISBN 978-2213624204)
- Avec Bernard Pascuito, Ces maladies créées par l'homme : Comment la dégradation de l'environnement met en péril notre santé, Albin Michel, 2004, 384 p.  (ISBN 978-2226142238)
- Les grands défis de la politique de santé en France et en Europe, Librairie de Médicis, 2002, 915 p.  (ISBN 978-2853271660)
- Cancérologie générale : Physiopathologique clinique, éditions J.-B. Baillière (24 août 1992)  (ISBN 978-2700800753)
- Le livre noir des ondes, Les dangers des technologies sans fil et comment s’en protéger. Un guide pour tous. Sous la direction du Pr Dominique Belpomme,  (ISBN 978-2-87434-184-7) — 416 pages - éditions Marco Pietteur